# Lijst van oorlogsmonumenten in Laren
De Nederlandse gemeente Laren heeft 3 oorlogsmonumenten. Hieronder een overzicht.
| Nr.                             | Object                           | Herdachte groep                                                      | Ontwerper                | Onthulling   | Type            | Locatie                                   | Plaats | Coördinaten                   | Foto                             |
| ------------------------------- | -------------------------------- | -------------------------------------------------------------------- | ------------------------ | ------------ | --------------- | ----------------------------------------- | ------ | ----------------------------- | -------------------------------- |
| 1532                            | Monument voor de gevallenen      | militairen in dienst van het Ned. Kon. 1940-1945, burgerslachtoffers | Nel Klaassen (1906-1989) | 4 mei 1950   | beeld/sculptuur | De Brink                                  | Laren  | 52° 15' 23" NB, 5° 13' 31" OL | Monument voor de gevallenen      |
| 2569                            | Monument aan de Drift            | verzet Nederland                                                     |                          |              | gedenksteen     | De Drift 23-25, 1251 CA                   | Laren  | 52° 15' 30" NB, 5° 13' 10" OL | Monument aan de Drift            |
| 3971                            | Monument voor de Joodse kinderen | burgerslachtoffers, vervolgden Nederland                             | Lon Pennock              | 4 april 2017 | beeld/sculptuur | Jan Reitsemaplantsoen / Hilversumseweg 49 | Laren  | 52° 14' 50" NB, 5° 12' 33" OL | Monument voor de Joodse kinderen |
| Dit oorlogsmonument op Wikidata | Stolpersteine                    | vervolgden Nederland                                                 | Gunter Demnig            | 2023         | plaquette       | Zie Lijst van Stolpersteine in Laren      | Laren  |                               |                                  |

Aalsmeer ·
Alkmaar ·
Amstelveen ·
Amsterdam ·
Bergen ·
Beverwijk ·
Blaricum ·
Bloemendaal ·
Castricum ·
Den Helder ·
Diemen ·
Dijk en Waard ·
Drechterland ·
Edam-Volendam ·
Enkhuizen ·
Gooise Meren ·
Haarlem ·
Haarlemmermeer ·
Heemskerk ·
Heemstede ·
Heiloo ·
Hilversum ·
Hollands Kroon ·
Hoorn ·
Huizen ·
Koggenland ·
Landsmeer ·
Laren ·
Medemblik ·
Oostzaan ·
Opmeer ·
Ouder-Amstel ·
Purmerend ·
Schagen ·
Stede Broec ·
Texel ·
Uitgeest ·
Uithoorn ·
Velsen ·
Waterland ·
Weesp ·
Wijdemeren ·
Wormerland ·
Zaanstad ·
Zandvoort